# Diplarpea paleacea
Diplarpea paleacea är en tvåhjärtbladig växtart som beskrevs av José Jéronimo Triana. Diplarpea paleacea ingår i släktet Diplarpea och familjen Melastomataceae. Inga underarter finns listade i Catalogue of Life.